# Sarran
Sarran (Serran auf Okzitanisch) ist eine französische Gemeinde mit 274 Einwohnern (Stand 1. Januar 2022) im Département Corrèze in der Region Nouvelle-Aquitaine. Die Einwohner nennen sich Sarranais(es).

## Geografie
Die Gemeinde liegt im Zentralmassiv im südlichen Teil des Plateau de Millevaches und somit auch im Regionalen Naturpark Millevaches en Limousin. Nur einen Kilometer nordöstlich des Gemeindezentrums befindet sich die mit 819 Metern höchste Erhebung des Gebietes, der Puy de Sarran. Zwei große Täler prägen das Gemeindegebiet, das der Corrèze und das der Montane.
Die Präfektur des Départements Tulle befindet sich rund 23 Kilometer südwestlich und Égletons etwa 10 Kilometer östlich. Die Abfahrt 22 der Autoroute A89 ist ca. neun Kilometer in östlicher Richtung entfernt.
Nachbargemeinden von Sarran sind Saint-Yrieix-le-Déjalat im Nordosten, Rosiers-d’Égletons im Osten, Vitrac-sur-Montane im Süden, Corrèze im Südwesten, Meyrignac-l’Église im Westen sowie Chaumeil im Nordwesten.

## Wappen
Beschreibung: Geviert in Rot mit goldenem Schrägbalken und Blau mit goldenem Löwen.

## Einwohnerentwicklung
| Jahr      | 1962 | 1968 | 1975 | 1982 | 1990 | 1999 | 2007 | 2018 |
| Einwohner | 381  | 367  | 321  | 293  | 275  | 289  | 273  | 275  |

## Persönlichkeiten
- Jacques Chirac (1932–2019), ehemaliger Staatspräsident von Frankreich
- Bernadette Chirac (* 1933), Ehefrau von Jacques Chirac und Abgeordnete des Conseil général der Corrèze

## Sehenswürdigkeiten
- Kirche Saint-Pierre-ès-Liens aus dem 15. Jahrhundert mit einem beachtenswerten Altarretabel
- Schloss von Bity, im Besitz der Familie Chirac
- Museum des Präsidenten-Jacques-Chirac

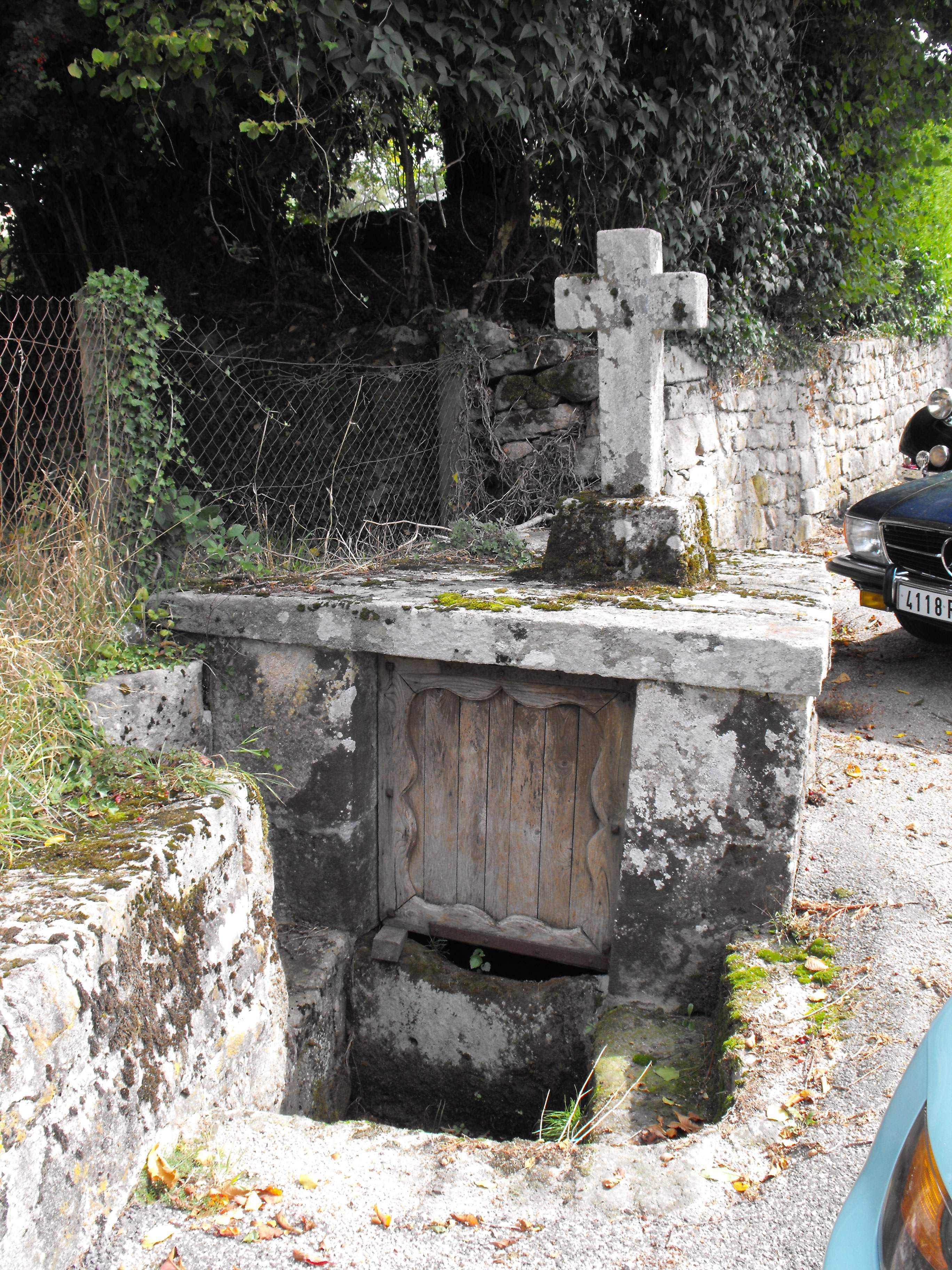
Oratorium in der Nähe des Museums
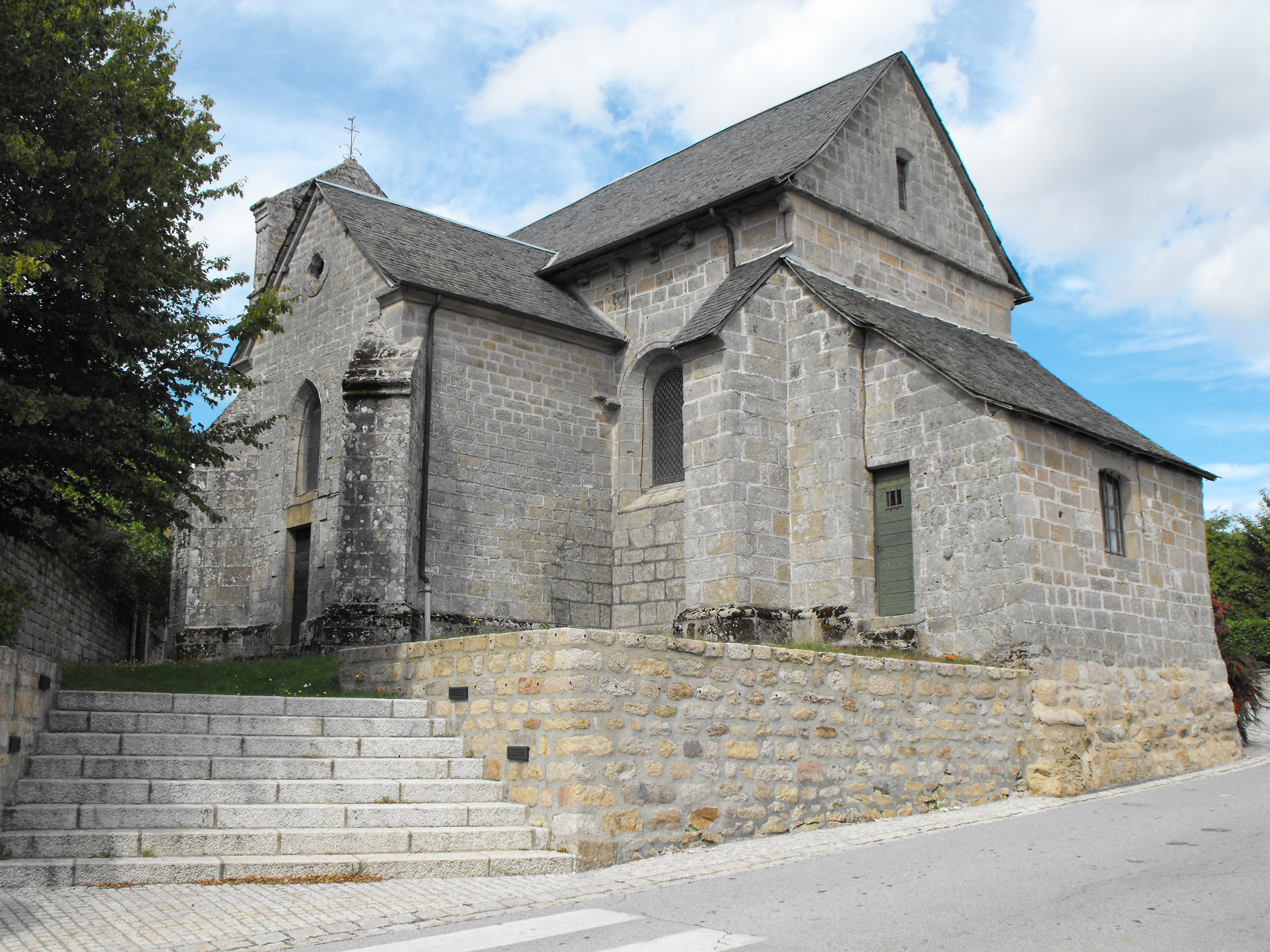
Kirche Saint-Pierre-ès-Liens
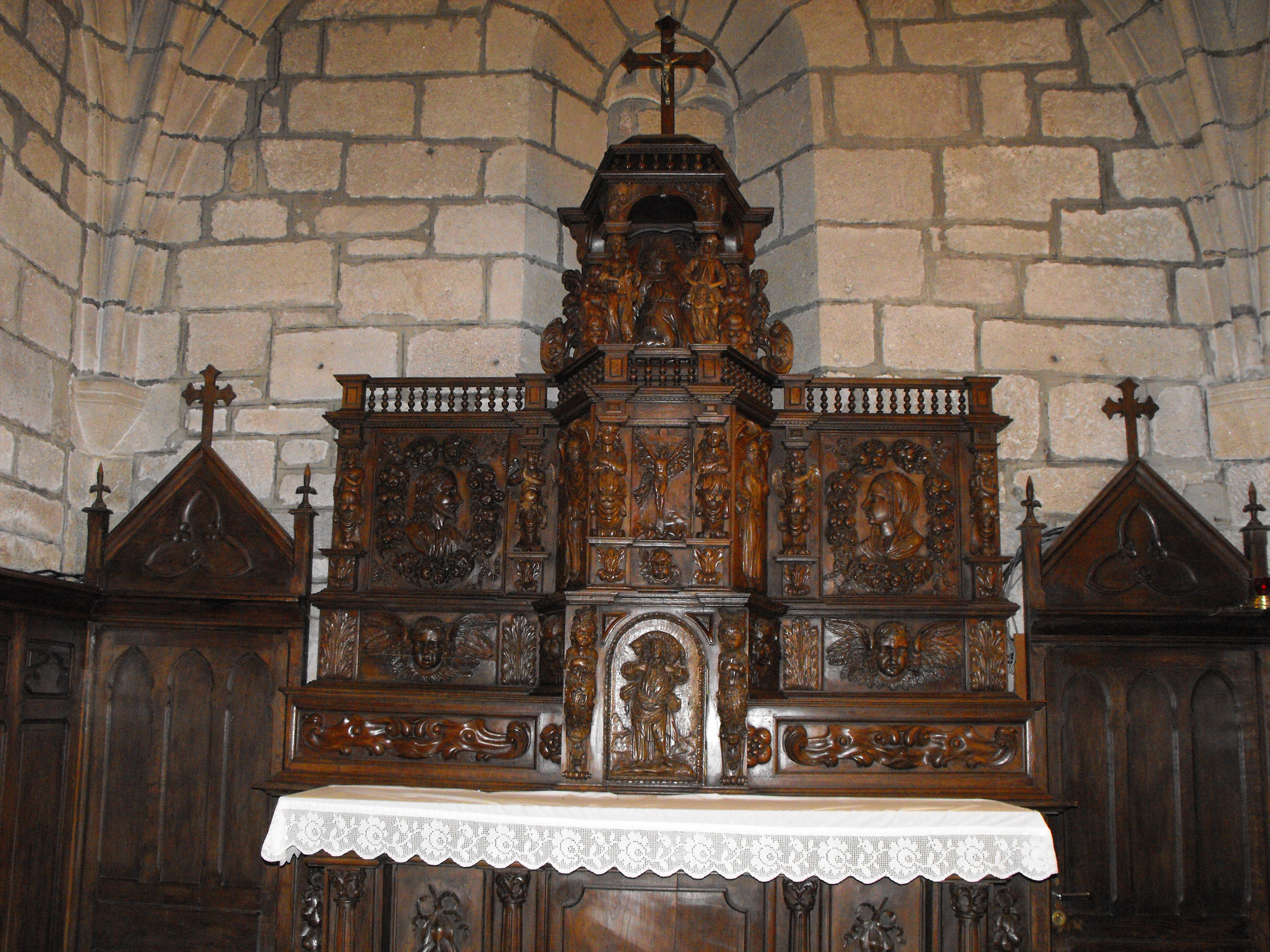
Altarretabel
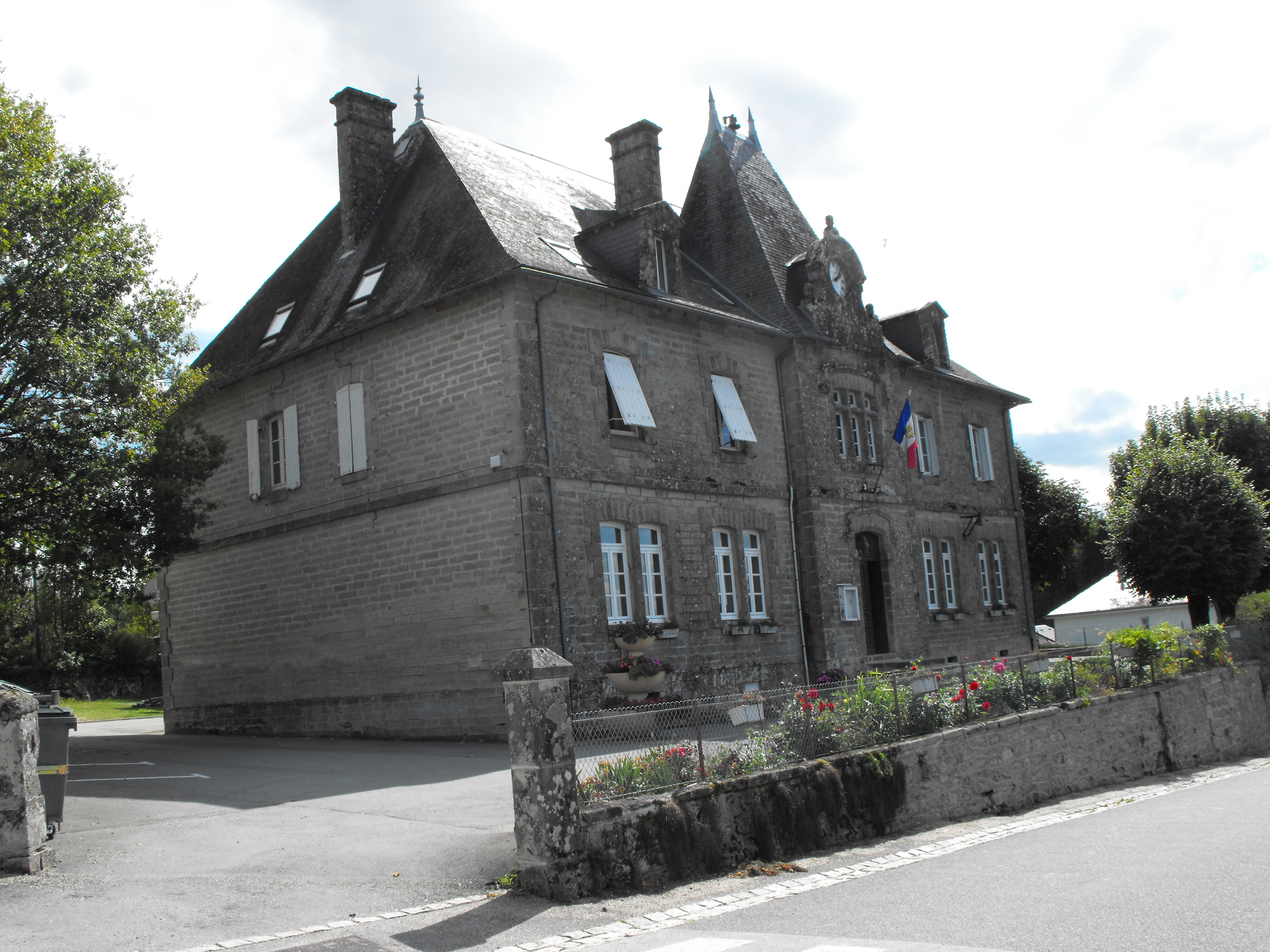
Rathaus